# Henriqueta Brieba
Enriqueta Nogués i Brieba (Barcelona, 31 de juliol de 1901 - Rio de Janeiro, 18 de setembre de 1995) va ser una actriu de teatre, cinema i televisió brasilera d'origen català.

## Biografia
Nascuda als Països Catalans, filla de Galè Nogués i Guillem i Aurora Brieba Manzaneque. Henriqueta Brieba va arribar al Brasil quan era adolescent acompanyant els seus pares en les presentacions del grup teatral, amb la qual cosa, ja de ben jove va començar a actuar dalt de l'escenari. Va participar en diverses companyies teatrals fins al final de la seva vida treballant al Brasil durant setanta-sis anys. Després de visitar Belém, Manaus, Recife i Salvador, es va establir a Rio de Janeiro als anys vint, on va començar a treballar al teatre de revista.
Brieba va morir als 94 anys d'una infecció pulmonar aguda durant la matinada del 18 de setembre de 1995 a l'Hospital São Lucas, a Rio de Janeiro, on duia hospitalitzada 45 dies. El seu cos va ser velat i enterrat al cementiri de São João Batista, a la mateixa ciutat.
Actualment hi ha una sala de teatre que porta el seu nom al Tijuca Tênis Club, situat a la zona nord de l'estat Rio de Janeiro, i un carrer que porta el seu nom a la zona est de la ciutat de São Paulo.

## Carrera interpretativa

### Teatre
- O Rei da Vela
- A Dama do Camarote
- A Casa de Bernarda Alba
- Caixa de Sombras
- Tudo no Escuro
- Por Falta de Roupa Nova, Passei o Ferro na Velha

### Cinema
| Any  | Títol                               | Personatge       |
| ---- | ----------------------------------- | ---------------- |
| 1944 | Romance de Um Mordedor              | [ 6 ]            |
| 1958 | Hoje o Galo Sou Eu                  | Filomena         |
| 1958 | O Batedor de Carteiras              |                  |
| 1961 | Samba em Brasília                   | Clotilde         |
| 1969 | A Penúltima Donzela                 | Tia de Tânia     |
| 1970 | Uma Garota em Maus Lençóis          | Dona Risoleta    |
| 1970 | Pra Quem Fica, Tchau                | Mãe de Maria     |
| 1970 | O Enterro da Cafetina               | Dona da Pensão   |
| 1970 | O Bolão                             |                  |
| 1970 | Ascensão e Queda de um Paquera      | Dona Chiquinha   |
| 1971 | Procura-se uma Virgem               |                  |
| 1971 | Os Cara de Pau                      |                  |
| 1971 | O Barão Otelo no Barato dos Bilhões | Velhinha         |
| 1971 | Os Amores de um Cafona              | Angelina         |
| 1972 | O Grande Gozador                    | Dona Isaura      |
| 1972 | Com a Cama na Cabeça                | Mãe de Hortênsia |
| 1972 | Cassy Jones, o Magnífico Sedutor    | Freguesa         |
| 1972 | O Azarento                          | Esposa Feliz     |
| 1972 | A Viúva Virgem                      | Tia Diná         |
| 1973 | O Fraco do Sexo Forte               | Tereza           |
| 1973 | A Filha de Madame Betina            | Irmã Caridade    |
| 1973 | Toda Nudez Será Castigada           | Segunda Tia      |
| 1974 | Uma Tarde Outra Tarde               | Dona Hortência   |
| 1974 | O Sexo das Bonecas                  | Caftina          |
| 1974 | Banana Mecânica                     | Paciente         |
| 1975 | Um Soutien Para Papai               | Tereza Cristina  |
| 1975 | O Roubo das Calcinhas               | Mãe de Genaro    |
| 1975 | Quando as Mulheres Querem Provas    | Dona Violeta     |
| 1975 | As Loucuras de um Sedutor           |                  |
| 1975 | Eu Dou O Que Ela Gosta              | Pompinata        |
| 1975 | Com as Calças na Mão                | Velha            |
| 1977 | A Mulata Que Queria Pecar           | Sogra            |
| 1977 | Manicures a Domicílio               |                  |
| 1978 | Se Segura, Malandro                 | Clotilde         |
| 1978 | O Escolhido de Iemanjá              | Vovó             |
| 1979 | Viúvas Precisam de Consolo          |                  |
| 1980 | O Inseto do Amor                    | Sra. no Hotel    |
| 1983 | O Rei da Vela                       | Dona Polaca      |
| 1984 | Para Viver um Grande Amor           |                  |
| 1988 | Super Xuxa contra Baixo Astral      | Vó Cascadura     |

### Televisió
| Any  | Títol                           | Personatge              |
| ---- | ------------------------------- | ----------------------- |
| 1968 | A Grande Mentira                |                         |
| 1970 | Assim na Terra como no Céu      | Tia Coló                |
| 1971 | Bandeira 2                      | Filó                    |
| 1972 | Uma Rosa com Amor               | Pepa                    |
| 1973 | Os Ossos do Barão               | Lucrécia                |
| 1975 | Escalada                        | Vó Dita                 |
| 1975 | A Moreninha                     | Donana                  |
| 1976 | Anjo Mau                        | Carolina                |
| 1976 | Estúpido Cupido                 | Mãe de Olga             |
| 1980 | Chega Mais                      | Cândida                 |
| 1981 | Ciranda de Pedra                | Ana Dória               |
| 1981 | Jogo da Vida                    |                         |
| 1982 | Paraíso                         | Dona Ida                |
| 1983 | Viva o Gordo                    | Pornô-mãe               |
| 1983 | Guerra dos Sexos                | Berenice Vasconcelos    |
| 1983 | Champagne                       | Luizinha                |
| 1985 | Um Sonho a Mais                 | Dona Guiomar            |
| 1986 | Cambalacho                      | Ubiratânia              |
| 1987 | Sassaricando                    | Falecida avó de Dinalda |
| 1988 | O Primo Basílio                 | Dona Rita               |
| 1989 | Que Rei Sou Eu?                 |                         |
| 1990 | Gente Fina                      | Senhora Idosa           |
| 1990 | Meu Bem, Meu Mal                | Dona Pequenina          |
| 1991 | Escolinha do Professor Raimundo | mãe de D. Cacilda       |
| 1992 | Escolinha do Professor Raimundo | Gerente de um asilo     |
| 1993 | O Mapa da Mina                  | velhinha amiga de Zilda |